# Arthur Stockhoff
Arthur Stockhoff, född den 19 november 1879 i Saint Louis, död den 20 oktober 1934 i Saint Louis, var en amerikansk roddare som tillsammans med August Erker, George Dietz och Albert Nasse tog guld i fyra utan styrman vid de Olympiska sommarspelen 1904 i Saint Louis.